# Пятьдесят тысяч манатов
Пятьдесят тысяч манатов (азерб. əlli min manat) — самый крупный номинал банкнот азербайджанского маната до деноминации 2006 года.
Выпущены в обращение в мае 1996 года. Изъяты из обращения в ходе деноминации 2006 года (5000:1), обращались параллельно с денежными знаками нового образца в период с 1 января по 31 декабря 2006 года. Первый выпуск — серии AA, AB, AC, с узкой защитной нитью. Следующие выпуски, серий BA, CA, CB, CC и CD, имели более широкую защитную нить. Серия замещения — BZ.

## Описание
| №                                               | Изображение     | Изображение       | Номинал (манатов) | Размеры (мм) | Основные цвета | Описание | Описание                                                                        | Год, указанный на банкноте |
| №                                               | Лицевая сторона | Оборотная сторона | Номинал (манатов) | Размеры (мм) | Основные цвета | Лицевая сторона | Оборотная сторона                                                               | Год, указанный на банкноте |
| ----------------------------------------------- | --------------- | ----------------- | ----------------- | ------------ | -------------- | --- | ------------------------------------------------------------------------------- | -------------------------- |
| 1.                                              |                 |                   | 50 000            | 132×66       | зелёный        | Мавзолей Момине хатун, название банка «AZƏRBAYCAN MİLLİ BANKI» (Национальный банк Азербайджана), номинал, год «1995» | надпись «AZƏRBAYCAN MİLLİ BANKI» и обозначение номинала «ƏLLİ MİN 50 000 manat» | 1995                       |
| Масштаб изображений — 1,0 пикселя на миллиметр. |                 |                   |                   |              |                | |                                                                                 |                            |